# Phymosomatidae
De Phymosomatidae zijn een familie van uitgestorven zee-egels (Echinoidea) uit de orde Phymosomatoida.

## Geslachten
- Acanthechinus Duncan & Sladen, 1882 †
- Actinophyma Cotteau & Gauthier, 1895 †
- Cosmocyphus Pomel, 1883 †
- Diplotagma Schlueter, 1870 †
- Gauthieria Lambert, 1888 †
- Kachchhia Srivastava, Gupta & Jauhri, 2008 †
- Narindechinus Lambert, 1933 †
- Phymosoma Haime, in d'Archiac & Haime, 1853 †
- Pliocyphosoma Pomel, 1883 †
- Trochalosoma Lambert, 1897 †